# HistoryPark Ledčice
HistoryPark Ledčice je archeologický park provozovaný od roku 2015. Nachází se v Polabí na okraji obce Ledčice, v okrese Mělník ve středočeském kraji. Zatímco v průběhu školního roku slouží park především školám při výuce dějin, o letních prázdninách se proměňuje v pravěké hřiště, kde si vyzkoušíte lov na mamuta, průchod labyrintem, textilní dílnu, střelbu z luků a trebuchetů, hledání s detektorem kovů, výrobu keramiky, interaktivní 3D pískoviště, archeologické vykopávky a mnoho dalšího.